# Clamor Heinrich Abel
Pour les articles homonymes, voir Abel (homonymie).
Clamor Heinrich Abel (né en 1634 à Hünnefeld (Principauté épiscopale d'Osnabrück) et décédé le 25 juillet 1696 à Brême) est un compositeur allemand. Il est le père du violoniste et gambiste Christian Ferdinand Abel et grand-père du gambiste virtuose et compositeur Karl Friedrich Abel et du violoniste et compositeur Leopold August Abel.

## Biographie
Il est musicien de cour à Köthen, organiste à Celle et à partir de 1666, chambriste à Hanovre. À partir de 1694 et jusqu'à sa mort deux ans plus tard, il est Obermusicus à Brême.

## Œuvres
Ses compositions comportent des pièces pour orchestre à cordes et de la musique de chambre. Son recueil Erstlinge musikalischer Blumen comporte 59 pièces qui incluent des allemandes, courantes, préludes, sarabandes, sonatines et des œuvres pour basse continue. D'abord publiées en trois volumes à Francfort en 1674, 1676 et 1677, elles ont été ensuite réunies et publiées ensemble sous le titre Drei Opera musica à Brunswick en 1687.
- Erstlinge musikalischer Blumen
- Bataille, en ré majeur pour deux violons et basse continue.
- Sonate Sopra Cuccu, pour violon et basse continue
- Folie d'Espagne (1685)

## Source de traduction
- (en) Cet article est partiellement ou en totalité issu de l’article de Wikipédia en anglais intitulé « Clamor Heinrich Abel » (voir la liste des auteurs).